# Pseudomops tristiculus
Pseudomops tristiculus är en kackerlacksart som beskrevs av Carl Stål 1858. Pseudomops tristiculus ingår i släktet Pseudomops och familjen småkackerlackor. Inga underarter finns listade i Catalogue of Life.